# Sistema multiutente
Un sistema multiutente, in informatica, è un sistema informatico che può essere utilizzato contemporaneamente da più utenti. 
Ad esempio, nei sistemi operativi Unix e Unix-like, ad ogni utente del sistema viene assegnato un nome utente ed uno user identifier che lo identifica univocamente: quando si inizia una sessione di lavoro si deve "entrare" nel sistema tramite una procedura di login durante la quale occorre farsi riconoscere dal sistema mediante l'introduzione del nome utente e di una password segreta.
Con i sistemi batch si riesce a migliorare l'efficienza con la quale vengono impiegate le risorse, sostanzialmente realizzando un parallelismo tra le operazioni dei diversi dispositivi: mentre la CPU elabora i dati e le istruzioni, altri dispositivi eseguono operazioni accessorie come il trasferimento dei dati. Questo aumento di efficienza si paga al prezzo della perdita dell'interattività.
È possibile recuperare questa qualità a patto di complicare il sistema operativo e aumentare i tempi di esecuzione. L'obbiettivo posto è quindi di mettere a disposizione di molti utenti una periferica interattiva come il video, attraverso il quale possono avere accesso alle risorse del sistema in modo simile a quello del sistema dedicato. Tutto ciò è possibile grazie all'uso in time sharing della CPU: la risorsa verrà quindi dedicata ad ogni utente per un periodo di tempo definito. Se esso è abbastanza breve ogni utente avrà l'impressione di lavorare su una macchina dedicata.
In questo modo si richiede un grosso sforzo da parte della CPU. Per evitare dei sovraccarichi, in ogni time slice si esegue un numero sufficiente di operazioni di CPU. Infatti il time slice deve essere piccolo per garantire che in un tempo percettibile, come un secondo, si trovi un numero elevato di time slice, tale da servire tutti gli utenti almeno una volta. Nel servire però troppe time slice si cade nel problema del system overload, dove appunto si impiega eccessivamente la CPU. Si necessita quindi, oltre che di una CPU più potente e veloce, anche di una memoria centrale sufficientemente grande per contenere i processi degli utenti e i dati su cui operare.